# Abraham Izakovič Alihanov
Abraham Izakovič Alihanov (armensko Աբրահամ Իսակի Ալիխանյան; rusko Абрам Исаакович Алиханов), armensko-ruski fizik, * 4. marec 1904, Jelizavetpol, Jelizavetpolska gubernija, Ruski imperij (sedaj Gandža, Azerbajdžan), † 8. december 1970, Moskva, Sovjetska zveza (sedaj Rusija).
Po njem se imenuje Inštitut za teoretično in eksperimentalno fiziko (ИТЭФ/ITEP) v Moskvi.
Alihanov je bil tudi med ustvaritelji prve sovjetske atomske bombe.
Pokopan je na moskovskem pokopališču Novodeviči.
Alihanov je bil starejši brat Artjoma Izakoviča Alihanjana.
1. 1 2  Հայկական սովետական հանրագիտարան — Հայկական հանրագիտարան հրատարակչություն, 2000.
2. ↑  Алиханов Абрам Исаакович // Большая советская энциклопедия: [в 30 т.] — 3-е изд. — Moskva: Советская энциклопедия, 1969.
3. ↑  Brockhaus Enzyklopädie